# Lepadichthys bolini
Lepadichthys bolini är en fiskart som beskrevs av Briggs 1962. Lepadichthys bolini ingår i släktet Lepadichthys och familjen dubbelsugarfiskar. Inga underarter finns listade i Catalogue of Life.